# Survivor Series (2021)
Survivor Series (2021) foi o 35º evento anual de luta livre profissional do Survivor Series produzido pela WWE. Foi realizado para lutadores das divisões de marca Raw e SmackDown da promoção. O evento foi ao ar em pay-per-view (PPV) em todo o mundo e estava disponível para transmissão ao vivo através do Peacock nos Estados Unidos e da WWE Network internacionalmente, o que o tornou o primeiro Survivor Series a ser transmitido no Peacock. Aconteceu em 21 de novembro de 2021, no Barclays Center no Brooklyn, Nova York. O tema do evento foi a supremacia da marca e colocou lutadores das duas marcas uns contra os outros.
Sete partidas foram disputadas no evento, incluindo uma no pré-show. O card foi destacado por duas tradicionais lutas de eliminação do Survivor Series: as equipes masculina e feminina do Raw venceram as do SmackDown. Na luta principal do evento, o Campeão Universal do SmackDown Roman Reigns derrotou o Campeão da WWE do Raw Big E. Em outras lutas de destaque, os Campeões de Duplas do Raw RK-Bro (Randy Orton e Riddle) derrotou os Campeões de Duplas do SmackDown The Usos (Jey Uso e Jimmy Uso), e na luta de abertura, a Campeã Feminina do Raw Becky Lynch derrotou a Campeã Feminina do SmackDown Charlotte Flair. O evento também comemorou o 25º aniversário da estreia de The Rock na WWE no Survivor Series de 1996, onde um battle royal de 25 homens ocorreu em homenagem à ocasião; Omos do Raw venceu ao eliminar por último Ricochet do SmackDown. O Raw conquistou a supremacia da marca ao vencer cinco das sete partidas, excluindo apenas as partidas pré-show e do evento principal. O evento também teve uma ligação promocional com o filme da Netflix, Red Notice, estrelado por The Rock.

## Produção

### Introdução
Survivor Series é um evento anual pay-per-view (PPV) e WWE Network, produzido todo mês de novembro pela WWE desde 1987. O segundo evento pay-per-view mais longo da história (atrás da WrestleMania da WWE), é um dos quatro pay-per-views originais da promoção, juntamente com WrestleMania, SummerSlam e Royal Rumble, originalmente referido como o "Big Four", e a partir de agosto de 2021, é considerado um dos "Big Five", junto com o Money in the Bank.